# NoiseArt Records
NoiseArt Records ist ein österreichisches Plattenlabel mit Sitz in Salzburg. Es gehört zum Konzertveranstalter Rock the Nation (Metalcamp, Paganfest, Heidenfest). Die bei dem Label unter Vertrag stehenden Bands kommen aus verschiedenen Subgenres des Metal.

## Geschichte
Die erste Veröffentlichung von NoiseArt Records war im Januar 2010 das Album Blutaar der deutschen Pagan-Metal-Band Varg. Seitdem erschienen Alben diverser europäischer Metal-Bands, darunter sowohl Debütalben junger Bands wie Steelwing, als auch Veröffentlichungen etablierter Gruppen wie Mercenary. Das erste Album des Labels, das den Sprung in die deutschen Albumcharts schaffte, war Wolfskult von Varg. Dieses erreichte im März 2011 Platz 33 der Charts.

## Rock the Nation Award
Seit 2009 veranstaltet Rock the Nation einen Bandwettbewerb für Nachwuchsbands ohne Plattenvertrag. Der Gewinner erhält einen Vertrag bei NoiseArt Records, Festival-Auftritte und Touren in Europa, sowie Promotion in europäischen Musikmagazinen. Präsentiert wird der Preis von diversen Magazinen, darunter Terrorizer, Metal Hammer (spanische Ausgabe) und Rock Hard (italienische und griechische Ausgabe).
Gewinner
- 2009: Steelwing und Suicidal Angels
- 2010: Skull Fist
- 2011: Nexus Inferis und Krampus
- 2012: Essence

## Veröffentlichungen (Auswahl)
- Arafel – For Battles Once Fought (2011)
- Dawn of Disease – Legends of Brutality (2011)
- Gurd – Never Fail (2011)
- Mercenary – Metamorphosis (2011)
- Milking the Goatmachine – Seven... A Dinner for One (2010)
- Skull Fist – Head öf the Pack (2011)
- Steelwing – Lord of the Wasteland (2010)
- Suicidal Angels – Dead Again (2010)
- Thaurorod – Uppon Haunted Battlefields (2010)
- Trollfest – En kvest for den Hellige Gral (2011)
- Varg – Blutaar (2010)
- Varg – Wolfskult (2011)